# 圣基茨岛
圣基茨岛（英語：或），又称作圣克里斯托弗岛，是位于加勒比海的一座岛屿，东岸面临大西洋。和尼维斯岛共同组成圣基茨和尼维斯联邦。
该岛位于17°15′N 62°40′W / 17.250°N 62.667°W，即美国佛罗里达州迈阿密的东南方约2,100千米，形似鸡腿，岛屿面积约为168平方千米（长约29千米；宽约8千米），人口约3.5万人，其中大部分是非裔。主要语言是英语，识字率约为98%。
圣基茨岛是加勒比地区的历史中心之一。1624年，英国在该岛建立了西印度群岛的首块殖民地，次年法国占领该岛的部分地区，此后两国为争夺该岛不断发生冲突。位于圣基茨岛的世界遗产硫磺山要塞国家公园是英国历史上在东加勒比地区兴建过的最大的城堡。制糖业曾是岛上的经济命脉，为此修筑的专用铁路纵贯全岛，后改造成观光铁路。